# روزها (فیلم ۱۹۹۳)
«روزها» (انگلیسی: The Days (film)) یک فیلم است که در سال ۱۹۹۳ منتشر شد.